# Robladillo (kommunhuvudort)
Robladillo är en kommunhuvudort i Spanien.   Den ligger i provinsen Provincia de Valladolid och regionen Kastilien och Leon, i den centrala delen av landet, 170 km nordväst om huvudstaden Madrid. Robladillo ligger 774 meter över havet och antalet invånare är 106.
Terrängen runt Robladillo är huvudsakligen platt, men österut är den kuperad. Runt Robladillo är det tätbefolkat, med 383 invånare per kvadratkilometer. Närmaste större samhälle är Valladolid, 16,3 km öster om Robladillo. Trakten runt Robladillo består till största delen av jordbruksmark.